# Сесилія Шведська (1807—1844)
Сесилія Шведська (швед. Cecilia av Sverige; 22 червня 1807, Стокгольм — 27 січня 1844, Ольденбург) — шведська принцеса з династії Гольштейн-Готторпів, донька короля Швеції Густава IV Адольфа та баденської принцеси Фредеріки, дружина великого герцога Ольденбурзького Августа I. Композиторка.

## Біографія
Сесилія з'явилась на світ 22 червня 1807 року в Стокгольмі. Вона стала п'ятою дитиною та третьою донькою в родині короля Швеції Густава IV Адольфа та його дружини Фредеріки Баденської. Мала старшого брата Густава й сестер Софію та Амалію. Ще один брат помер до її народження.
У березні 1809 року її батька було скинуто з престолу, певний час Фредеріка із дітьми утримувалася під вартою у палаці Хага поблизу Стокгольма. Після коронації Карла XIII 6 червня сімейство возз'єдналося у замку Гріпсгольм. 6 грудня родина виїхала до Німеччини. Принцеси їхали в окремому екіпажі під наглядом гувернантки фон Панхуїс. Батько вбачав у малій Сесилії пророцькі здібності. Так, вона вірно передбачила, коли буде попутний вітер для корабля. З Карлскруни сім'я 24 грудня відпливла до Копенгагену, а звідти дісталася Франкфурту. Зрештою, у лютому 1810 року, навідавши Брухзал, оселилася в палаці в Бадені, де виросла Фредеріка. Втім, вона збиралася перебратися до замку Меєрсбург на Боденському озері, який надали їй для проживання, але Густав Адольф у квітні залишив сім'ю через те, що Фредеріка не хотіла народжувати дітей у вигнанні. Він подався до Базелю і там подав на розлучення. Після кількох спроб примирення розлучення пари було оформлене у лютому 1812 року. У 1810—1814 роках Фредеріка з дітьми жила у палаці Брухзал із матір'ю, після чого вони переїхали до власного будинку в Карлсруе. Крім того, мали житло в Баден-Бадені та заміський будинок під назвою Вільямонт в передмісті Лозанни. Опікуном дітей у 1814 році став імператор Росії Олександр I, який охороняв їх фінансові інтереси. Із батьком доньки, ймовірно, більше не бачилися.
Фредеріка часто подорожувала, вихованням дітей займалося переважно бабуся Амалія. У 1826 році матір померла від хвороби серця.

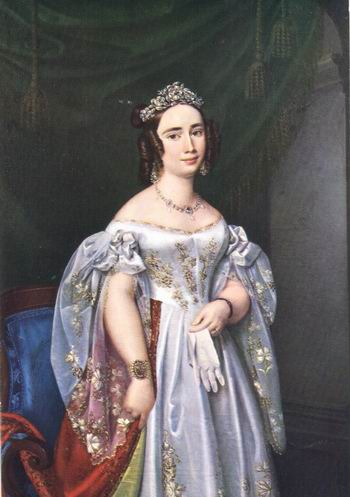
Сесилія Шведська на портреті пензля невідомого майстра

Сесилія отримала просту та скромну освіту. Від матері вона успадкувала благородну королівську поставу. За описами, «мала ясне чоло, високі брови,  великі сланцеві очі, бліді щоки. Вираз видатного розуму лежав на мармуровоподібних рисах, які характеризувалися не суворістю, але спокоєм»
У жовтні 1830 року Сесилія познайомилася із великим герцогом Ольденбурзьким Августом, який завітав до Брухзалу. Великий герцог був удівцем і мав трьох малолітніх дітей. Втім, після годинної розмови він отримав згоду на шлюб із Сесилією. Принцеса вирушила до Відня, де її брат Густав служив в армії у чині генерал-майора, і там 5 травня 1831 року в присутності імператора Франца відбулося весілля. Нареченій на той час виповнилося 23 роки, нареченому — 47. Наступного місяця пара вирушила до Ольденбургу. Шлюб виявився щасливим.
Сесилія цікавилася мистецтвом, писала музику. Вона є авторкою неофіційного гімну великого герцогства «Heil dir, o Oldenburg». У 1833 році брала також участь у фінансуванні першого театру. Однак, популярністю в країні не користувалася, оскільки спілкувалася лише з вузьким колом однодумців. Проте, її дуже любили пасинки та художники Ольденбургу.
У великогерцогського подружжя народилося троє синів. За п'ять днів після народження молодшого сина Сесилія померла від пологової гарячки. Була похована в Ойтіні. У 1899 році її прах було перенесено до новозбудованого герцогського мавзолею на цвинтарі Гертруди в Ольденбурзі.

## Родина
Чоловік — Август, великий герцог Ольденбурзький
Дітиː
- Александр (1834—1835) — прожив 1 рік;
- Август (1836—1837) — прожив 1 рік;
- Елімар (1844—1895) — був морганатично одруженим із баронесою Наталією Фогель фон Фрізенгоф, мав сина та доньку.

## Нагороди
- Великий хрест ордену Святої Катерини (Російська імперія), (24 лютого 1833);
- Орден Терези (Баварське королівство).

## Титули
- 22 червня 1807—5 травня 1831 — Її Королівська Високість Принцеса Сесилія Шведська;
- 5 травня 1831—27 січня 1844 — Її Королівська Високість Велика Герцогиня Ольденбурзька.

## Вшанування пам'яті
На честь Сесилії названі вулиця, площа та міст в Ольденбурзі, а також школа Cäcilienschule, заснована у 1867 році.